# Albu kommun
Albu vald är en kommun i Estland.   Den ligger i landskapet Järvamaa, i den centrala delen av landet, 60 km sydost om huvudstaden Tallinn.
Följande samhällen finns i Albu vald:
- Albu
- Ahula
- Kaalepi